# Franco Costa
Franco Costa (Genova, 6 giugno 1904 – Genova, 22 gennaio 1977) è stato un arcivescovo cattolico italiano.

## Biografia
Sull'atto di nascita registrato presso il comune di Genova risulta registrato con il nome di Francesco, lo stesso del padre deceduto prima della sua nascita; la madre si chiamava Leopoldina Maria Zunini
Da studente di giurisprudenza a Genova, entrò in contatto con Giovanni Battista Montini frequentando la FUCI nella sua città natale.
Il 30 maggio 1931 fu ordinato presbitero dal cardinale Carlo Dalmazio Minoretti. Dapprima assistente nella FUCI a Genova divenne vice assistente centrale insieme a don Emilio Guano. Rimarrà in quest'ultimo ruolo dal 1933 al 1955. Sarà assistente centrale della FUCI fino al 1963.
Nel 1963 fu nominato vescovo di Crema; prese possesso della diocesi il 28 giugno.
Alla fine dello stesso anno fu nominato assistente centrale dell'Azione Cattolica e collaborò insieme a Vittorio Bachelet al cammino post-conciliare dell'associazione. Il 18 dicembre 1963 fu nominato vescovo titolare di Emmaus, mentre il 21 dicembre 1968 fu elevato arcivescovo da papa Paolo VI.
Dopo il suo impegno in Azione Cattolica nel 1972 fu nominato presidente della commissione episcopale "Justitia et Pax".
Si spense a Genova il 22 gennaio 1977.

## Genealogia episcopale
La genealogia episcopale è:
- Cardinale Scipione Rebiba
- Cardinale Giulio Antonio Santori
- Cardinale Girolamo Bernerio, O.P.
- Arcivescovo Galeazzo Sanvitale
- Cardinale Ludovico Ludovisi
- Cardinale Luigi Caetani
- Cardinale Ulderico Carpegna
- Cardinale Paluzzo Paluzzi Altieri degli Albertoni
- Papa Benedetto XIII
- Papa Benedetto XIV
- Papa Clemente XIII
- Cardinale Bernardino Giraud
- Cardinale Alessandro Mattei
- Cardinale Pietro Francesco Galleffi
- Cardinale Giacomo Filippo Fransoni
- Cardinale Carlo Sacconi
- Cardinale Edward Henry Howard
- Cardinale Mariano Rampolla del Tindaro
- Cardinale Gennaro Granito Pignatelli di Belmonte
- Cardinale Pietro Boetto, S.I.
- Cardinale Giuseppe Siri
- Arcivescovo Franco Costa

## Opere
- Franco Costa, Per la storia di un sacerdote attivo nel laicato cattolico italiano. Studi e testimonianze. Colloquio storico, Presentazione di F. Malgeri. Introduzione di R. Cananzi. Cronaca di I. Bozzini. Relazioni: G.B. Varnier, I. De Curtis, G. B. Scaglia, R. Moro, F. Montanari, G. Vecchio, A. Monticone, L. Vivaldo, Editrice AVE, 1992.
- Franco Costa, Verso la pienezza. Lettere spirituali (1972-1976), Editrice AVE.